# 와다야마역
와다야마역(일본어: 和田山駅, わだやまえき)은 일본 효고현 아사고시에 있는 서일본 여객철도의 철도역이다.
특급 "고노토리", "기노사키", "하마카제"의 정차역이다.

## 역 구조
섬식 2면 4선 구조의 지상역으로, 선상역사를 가지고 있다. 역사는 빌딩 형태로 세워져 있으며, 개찰구는 2층에 위치해 있다. 또한 2층의 개찰구와 승강장은 구름다리를 통해 이어져 있다. 후쿠치야마역이 관리하는 직영역이다.

### 승강장
| 1    | ■ 반탄 선                    | 데라마에 · 히메지 방면          | 일부 보통 열차                  |                                         |
| 2    | ■ 반탄 선                    | 데라마에 · 히메지 방면          | 특급 "하마카제"                 |                                         |
| 2    | ■ 산인 본선                  |                                 |                                 |                                         |
| 2    | 하행                         | 후쿠치야마 · 교토 · 오사카 방면 | 보통 열차                       |                                         |
| 상행 | 도요오카 · 기노사키온센 방면 | 특급 "하마카제" 및 보통 열차    |                                 |                                         |
| 3    | ■ 산인 본선                  | 하행                            | 도요오카 · 기노사키온센 방면    | 특급 "고노토리"·"기노사키" 및 보통 열차 |
| 4    | ■ 산인 본선                  | 상행                            | 후쿠치야마 · 교토 · 오사카 방면 | 특급 "고노토리"·"기노사키" 및 보통 열차 |

## 역세권 정보
- 아사고시청사

## 역사
- 1906년 4월 1일 - 산요 철도의 역으로 개업.
- 1906년 12월 1일 - 국유화에 따라 일본국유철도의 소속이 되었다.
- 1912년 3월 1일 - 반탄 선의 지선 및 산인히가시 선의 일부였던 후쿠치야마 역 ~ 와다야마 역 ~ 가스미역 구간이 아마루베 철교의 개통으로 산인 본선에 통합되었다. 동시에 와다야마 역 ~ 히메지 역 구간은 반탄 선으로 독립했다.
- 1987년 4월 1일 - 민영화에 따라 서일본 여객철도의 소속이 되었다.

## 인접역
| 서일본 여객철도 산인 본선 | 서일본 여객철도 산인 본선 | 서일본 여객철도 산인 본선       |
| ------------------------- | ------------------------- | ------------------------------- |
| 야나세 교토 방면          | ■ 산인 본선               | 야부 기노사키온센·하마사카 방면 |
| 서일본 여객철도 반탄 선   |                           |                                 |
| 다케다 히메지 방면        | ■ 반탄 선                 | 시·종착역                       |